# Автовакцини
Автовакцини (від грец. αὐτός — «сам» та лат. vaccina, «коров'яча»; від vacca — «корова») — це вакцини, виготовлені з патогенних або умовно-патогенних мікроорганізмів, виділених з організму того ж хворого, для лікування якого ці вакцини застосовують.
Автовакцини почали застосовувати на початку двадцятого століття, коли стало з'являтися все більше доказів їхньої дієвості проти певних інфекцій. Ці вакцини покладаються на активацію імунної системи людини для вироблення імунітету проти збудника інфекції. Зазвичай їх виробляють, коли людина або невелика група людей захворіли на якусь хворобу бактеріальної чи вірусної природи. Автовакцини дуже схожі на звичайні вакцини з погляду їх використання, однак разом з тим вони в дечому відрізняються від них і в певних випадках мають перевагу над звичайними вакцинами. Наразі кілька автовакцин доступні в деяких країнах для використання у ветеринарії. Використання цього типу вакцин для людей обмежене і не отримало широкого схвалення через брак наукових доказів і досліджень.

## Історія
Початки автовакцинації можна знайти в письмових роботах Алмрота Райта, який наблизився до такого підходу під час розробки вакцини проти черевного тифу. Його ідея полягала в тому, що мертві мікроорганізми можна використовувати не тільки для профілактики, як у випадку з вакцинами, але й для лікування інфекцій. Перша його робота власне по автовакцинації вийшла у 1902 році під назвою "Нотатки про лікування фурункульозу, сикозу та вугрової висипки шляхом введення стафілококової вакцини". Теоретичним підґрунтям автовакцинації була теорія опсонізації Райта і Дугласа, яка полягає в тому, що кров здатна опсонізувати мікроорганізми, сприяючи фагоцитозу. Коли вводиться автовакцина, вона спонукає імунну систему виробляти антитіла проти специфічних антигенів, присутніх у вакцині. Ці антитіла потім функціонують як опсоніни, зв'язуючись з поверхнею патогену і полегшуючи його розпізнавання фагоцитами. Розквіт автовакцинації припав на період між двома світовими війнами, і з того часу на цю тему було написано понад 600 робіт.

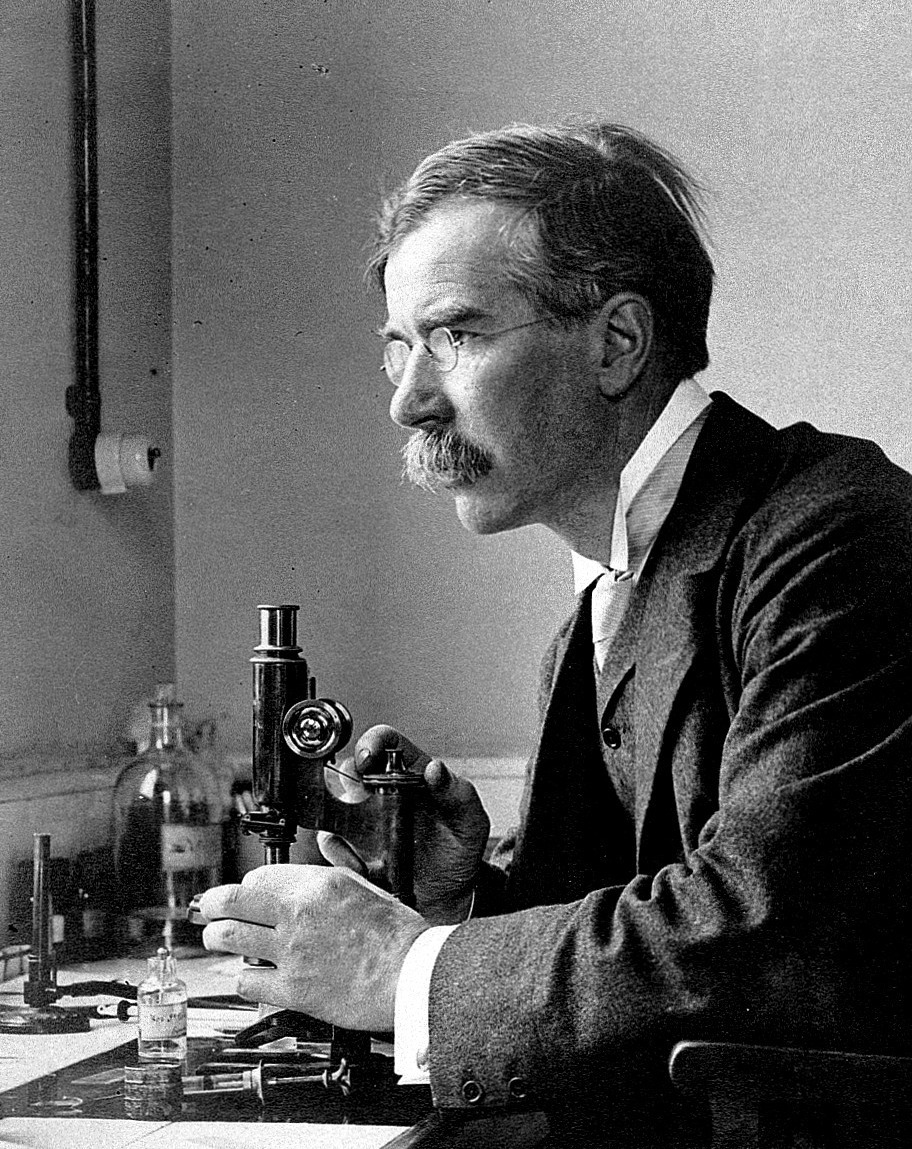
Сер Алмрот Едвард Райт був палким прихильником профілактичної медицини

Автовакцини застосовувалися у дорослих, дітей та немовлят для лікування різних хронічних інфекцій, включаючи шкірні інфекції, інфекції дихальних шляхів, інфекції товстої кишки та сечовивідних шляхів. Автовакцини також використовувалися при бронхіальній астмі, сепсисі, гонореї, кандидозі, остеомієліті та інших хворобах.
Дієвість автовакцин при застосуванні у людей бувала дуже різною за результатами — від відсутності рецидивів протягом багатьох років у деяких пацієнтів, до повної недієвості, або навіть місцевих і системних побічних реакцій, особливо при застосуванні високих доз. Занепокоєння можливою побічною дією призвело до запровадження І. Чендлером Вокером у 1917 році внутрішньошкірних проб. Пізніше дослідники дійшли висновку,  що автовакцини можуть бути корисними для забезпечення гіпосенсибілізації пацієнтів, які страждають на хронічні та поворотні інфекції, особливо тих, у кого можуть виникати алергічні реакції.
В перші роки своєї наукової кар'єри Александер Флемінг інтенсивно працював над автовакцинами під керівництвом Алмрота Райта, перш ніж згодом випадково відкрив перший антибіотик (пеніцилін). Цей антибіотик з 1945 року почав масово продаватися в аптеках на Заході, та разом з іншими антибіотиками значною мірою витіснив використання автовакцин, перш за все у Західній Європі. Через "залізну завісу" масове виробництво антибіотиків почалося в СРСР значно пізніше, і тому у Східній Європі продовжували застосовувати автовакцини. В Україні методи виготовлення автовакцин розробляв, зокрема, професор Горгієв. Однак зрештою і на Заході антибіотики виявилися менш ніж задовільними за своєю дієвістю при тривалому застосуванні та викликали небажані ускладнення, що згодом призвело до відновлення використання автовакцин, особливо в тих випадках, коли звичайні вакцини недоступні або недієві.

Автовакцини зараз частіше використовуються для тварин, ніж для людей. Їх використовують переважно у Східній Європі для лікування хронічних і поворотних захворювань, наприклад, хронічних стафілококових інфекцій. Для тварин звичайні вакцини масового виробництва менш дієві, оскільки в них рідко враховуються варіації штамів через високу вартість досліджень і розробок. Автовакцини забезпечують альтернативний спосіб викликати імунітет у тварин, не сплачуючи за вакцини проти непотрібних штамів.

## Механізм дії
Було показано, що після введення автовакцини зменшується реакція на специфічний антиген, що дозволяє припустити, що спостережувана дія   зумовлена не активацією гуморального і, відповідно, специфічного імунітету, а скоріше ґрунтується на ще не виявленій модуляції імунорегуляторних компонентів, таких як цитокіни (перш за все, інтерферону гамма).
Механізм дії автовакцини до кінця не вивчений, однак припускають, що він включає активацію вродженої імунної системи для вироблення неспецифічної імунної відповіді та активацію адаптивної імунної системи для вироблення специфічної імунної відповіді. Після ін'єкції автовакцини вроджена імунна система активується і надсилає до місця ін'єкції велику кількість фагоцитів, які вбивають мікроорганізми. Потім фагоцити передають антигени Т-хелперам для активації адаптивної імунної системи. Т-хелпери активують макрофаги та нейтрофіли, допомагаючи знищувати патогенні мікроорганізми. Т-хелпери також допомагають  плазматичним клітинам виробляти антитіла, що дозволяє імунній системі «запам'ятати» вакцину. Оскільки поверхневі антигени у вакцині збігаються з антигенами інфекції, імунна система навчається розпізнавати патогени та виробляти імунну відповідь для їх знищення при зустрічі з ними.

## Виготовлення
Автовакцини виготовляють зазвичай тоді, коли є потреба в них.
Для людей зразки патогенних мікроорганізмів виділяють з вогнища інфекції в організмі хворої людини, наприклад, з гною або абсцесу, мокротиння, сечі та вагінальних виділень. Потім виявлені патогенні мікроорганізми культивуються та інактивуються за допомогою хімічних речовин або нагрівання. Процес інактивації передбачає припинення активності антигену при збереженні його білкового складу, оскільки від стану білка залежить дієвість імунної відповіді пацієнта. Потім проводяться перевірки для забезпечення стерильності, безпеки та якості. Весь виробничий процес може займати від 3 до 4 тижнів, залежно від виробника.
Для тварин приготування відбувається аналогічно. Прикладом цього є випадок, коли у фермерському стаді виявляють інфекційне захворювання. Це спонукає ветеринара взяти зразки у заражених тварин. Потім ці зразки доставляються в лабораторію для культивування та виділення патогенних мікроорганізмів.  Після того, як патогенні мікроорганізми виявлені, вони можуть бути використані для виготовлення вакцини. За цим слідує низка кроків, спрямованих на розробку бажаного продукту, забезпечення його якості та безпеки. Потім виготовлену вакцину доставляють назад до ветеринара, який вводить її стаду.
В Україні розроблено спосіб отримання автовакцин із застосуванням специфічних бактеріофагів і новітнього методу фотодинамічної інактивації бактерій синьогнійної палички з використанням як ендогенних сенсибілізаторів рибофлавіну та вікасолу з наступним опроміненням світлом фотополімерної лампи та ультрафіолетовими променями.

## Введення

### Для людей
Перед тим, як вводити приготовану вакцину пацієнту, йому роблять внутрішньошкірну пробу, щоб переконатися, що у пацієнта немає реакції гіперчутливості на вакцину. Після проведення проби та отримання її негативного результату можна розпочинати введення.
Автовакцина вводиться підшкірно з інтервалами в кілька тижнів або місяців. Процес застосування зазвичай передбачає поступове збільшення доз та інтервалів між введеннями. Ще одним методом введення є пероральна терапія, особливо при бронхіальній астмі. З огляду на можливу побічну дію, пацієнт повинен перебувати під наглядом протягом години після введення вакцини.

### Для тварин
Автовакцини використовуються для лікування різноманітних інфекцій тварин, серед яких дерматит, синусит, зовнішній отит, фарингіт, ларингіт і мастит, які можуть бути викликані грам-позитивними або грам-негативними бактеріями, дерматофітіями та дріжджовими грибками.
Як правило, показаннями до застосування автовакцин є стійкість патогенних мікроорганізмів до лікування антибіотиками, недієвість терапії або імунної відповіді, а також брак комерційних вакцин.
Автовакцини можуть бути виготовлені для окремих особин (собак, котів, кроликів або коней), коли інші засоби лікування не дали бажаних результатів, або для великих груп (риб, корів, свиней, кіз, коней або птиці), коли необхідно контролювати розповсюдження хвороби.
Автовакцини для собак зазвичай готують  собакам з піодермією та запаленням середнього і зовнішнього вуха, особливо коли попереднє лікування антибіотиками не дало бажаних результатів. Автовакцини також корисні для кроликів, які страждають від підшкірних абсцесів, котів з гнійними ураженнями і коней із запаленням носа і пазух, що спричинені стафілококовими інфекціями. Свиням автовакцини можна застосовувати для лікування шкірних інфекцій, а коровам — для лікування маститу.
Перед введенням приготованої вакцини тварині одноразово підшкірно за кілька днів до цього вводять імуностимулятор, що містить бактерії.  Імуностимуляція активує макрофаги, завдяки чому бактерії з автовакцини можуть бути більш дієво знищені.
Сама вакцина може вводитися по-різному залежно від виду тварини. Для більшості тварин це підшкірна ін'єкція, тоді як свиням автовакцину вводять внутрішньом'язово, а птахам — під перетинку крила. Доза також може бути різною залежно від тварини та захворювання. Зазвичай застосовують або три дози однакового об'єму, але все більшої концентрації, або три дози однакової концентрації з останніми двома як допоміжними (бустерними) дозами, або лише одну дозу. Іноді лікування комбінують з антибіотиками для отримання більш дієвого результату.

## Порівняння зі звичайними вакцинами
|             | Звичайні вакцини | Автовакцини |
| ----------- | --- | --- |
| Подібності  | - Для підвищення імунітету людини до захворювання - Може застосовуватися при широкому спектрі захворювань                                                                | - Для підвищення імунітету людини до захворювання - Може застосовуватися при широкому спектрі захворювань                                                                        |
| Відмінності | - Для профілактики - Масово виготовляється для громади - Зазвичай виробляється з інактивованого або вбитого збудника хвороби, певного бактеріального або вірусного штаму | - Для профілактики та лікування (можна використовувати до або після спалаху захворювання) - Виготовляється для окремої особи або для групи - Виробляється з власних клітин особи |

## Переваги та недоліки

### Переваги
Автовакцини мають кілька переваг :
Однією з головних переваг є їхня дієвість в профілактиці захворювань. Адже усі автовакцини призначені саме для того, щоб обмежити виникнення і поширення хвороби, а також вилікувати захворювання, спричинені стійкими до антибіотиків бактеріями. До того ж завдяки використанню автовакцин можуть зменшуватися витрати на виробництво. Витрати на дослідження і розробку звичайної вакцини є вищими за витрати, необхідні для виробництва автовакцин. У деяких випадках звичайні вакцини не забезпечують повного імунітету до хвороби, а отже, є економічно невигідними. Автовакцини можуть успішно розв'язувати цю проблему.
Крім того, в одній автовакцині можна поєднувати декілька антигенів з різних штамів, що дозволяє зменшити кількість необхідних ін'єкцій.
Ще однією перевагою є забезпечення безпеки харчових продуктів. Автовакцини дозволяють худобі та птиці бути здоровими та придатними для споживання людиною, викликаючи у тварин імунітет, зменшуючи виділення мікробних токсинів, спричиненого інфекціями, і обмежуючи використання непотрібних терапевтичних засобів. Автовакцини також є гарною і швидкою альтернативою, коли немає вакцин проти якоїсь нової хвороби, або проти досить рідкісної хвороби, або для досить рідкісного виду тварин. Цей тип вакцин також можна використовувати, коли в межах одного виду бактерій є висока антигенна мінливість, через що звичайні вакцини не можуть забезпечити специфічний імунітет.
Прикладом можуть бути захворювання, спричинені стрептококом Streptococcus suis. Є кілька комерційних вакцин, які спрямовані лише на серотип 2; тому тварини, інфіковані будь-яким іншим серотипом, залишаються незахищеними. Крім того, антигенна мінливість штамів Streptococcus suis у серотипі 2 дуже висока.

### Недоліки
Однак у автовакцин є й недоліки. Одним з основних недоліків є те, що антиген збудника хвороби не завжди вдається правильно і точно визначити через обмеженість знань і технологій. Ще одним недоліком є те, що кількість ад'ювантів, які використовуються у автовакцинах для забезпечення їхньої безпеки, дуже обмежена, оскільки для нових ад'ювантів необхідна тривала перевірка їх безпеки. Крім того, вартість виробництва автовакцини, розробленої індивідуально для кожної людини або групи людей, у довгостроковій перспективі може бути вищою, аніж вартість звичайної вакцини.

#### Побічна дія
Загалом автовакцини вважаються безпечними. Однак у місці ін'єкції може виникати побічна дія, наприклад легке почервоніння і набряк, а також рідкісні системні реакції, такі як лихоманка, біль у горлі, головний біль і  нездужання.

## Дивіться також
- Протипухлинна аутовакцина
- Вакцини
- Імунна система
- Імунотерапія

## Виноски
1. ↑  АВТОВАКЦИНА. Фармацевтична енциклопедія (укр.). Процитовано 11 листопада 2024.
2. ↑  Автовакцина. ВУЕ (укр.). Процитовано 11 листопада 2024.
3. ↑  Wright AE, Semple D (January 1897). Remarks on Vaccination against Typhoid Fever. British Medical Journal. 1 (1883): 256—9. doi:10.1136/bmj.1.1883.256. PMC 2432850. PMID 20756776.
4. ↑  Wright, A.E (1902-03). NOTES ON THE TREATMENT OF FURUNCULOSIS, SYCOSIS, AND ACNE BY THE INOCULATION OF A STAPHYLOCOCCUS VACCINE,. The Lancet. Т. 159, № 4100. с. 874—884. doi:10.1016/s0140-6736(01)83603-5. ISSN 0140-6736. Процитовано 11 листопада 2024.
5. ↑  Мінухін, Валерій; Гареєв, Олексій; Скляр, Надія; Кравець, Тетяна (23 грудня 2019). АУТОВАКЦИНАЦІЯ: ЕФЕКТИВНЕ ПЕРСОНІФІКОВАНЕ ЛІКУВАННЯ ХРОНІЧНИХ ІНФЕКЦІЙ (КОЛИ АНТИБІОТИКОТЕРАПІЯ БЕЗСИЛА). Immunology and Allergology: Science and Practice. № 4. с. 13—21. doi:10.37321/immunology.2019.04-02. ISSN 2707-1871. Процитовано 12 листопада 2024.
6. ↑  Wright AE, Douglas SR, Burdon-Sanderson JS (30 квітня 1905). On the action exerted upon the staphylococcus pyogenes by human blood fluids, and on the elaboration of protective elements in the human organism in response to inoculations of a staphylococcus vaccine. 8. Proceedings of the Royal Society of London. 74 (497–506): 147—159. doi:10.1098/rspl.1904.0098. ISSN 0370-1662.
7. ↑  Nolte, Dr. sc.hum. Oliver. reference collection autogenous vaccines. www.autovaccine.de. Процитовано 12 листопада 2024.
8. 1 2 3 4 5 6 7 8 9 10 11 12 13 14 15 16 17 18 19 20 21 22  Savini, Vincenzo, ред. (1 січня 2018). Chapter 19 - Autovaccines in Individual Therapy of Staphylococcal Infections. Pet-To-Man Travelling Staphylococci (англ.). Academic Press. с. 253—264. doi:10.1016/b978-0-12-813547-1.00019-4. ISBN 978-0-12-813547-1.
9. ↑  Bodley Scott, T.; Bodley Scott, G. (1912-09). A RECORD OF THE TREATMENT OF BACTERIAL INFECTIONS BY AUTOGENOUS VACCINES. The Lancet. Т. 180, № 4648. с. 879—880. doi:10.1016/s0140-6736(01)55661-5. ISSN 0140-6736. Процитовано 12 листопада 2024.
10. ↑  Walker IC (January 1917). Study III: Studies on the Sensitization of Patients with Bronchial Asthma to Bacterial Proteins as demonstrated by the Skin Reaction and the Methods employed in the Preparation of these Proteins. The Journal of Medical Research. 35 (3): 487—95. PMC 2083992. PMID 19972350.
11. ↑  Горгиев, Т.Б. (1958). Об аутовакцинотерапии и изготовлении аутовакцин: Методические материалы в помощь практическому врачу (рос.). Днепропетровск.
12. ↑  Горгиев, Т.Б. (1958). К усовершенствованию методов изготовления аутовакцин. Киев.: Здоровье: Теоретические и практические вопросы иммунологии. с. 309.
13. ↑  Petrychenko, V H; Bidnenko, S I (1 липня 1971). [Vaccine therapy of children with Shigella sonnei carrier state following dysentery caused by S. sonnei]. Pediatriia akusherstvo i ginekologiia. Т. 4. с. 11—13. ISSN 0031-4048. PMID 4948553. Процитовано 12 листопада 2024.
14. 1 2 3 4  Hygieia Biological Laboratories - Autogenous Vaccines. www.hygieialabs.com. Архів оригіналу за 3 лютого 2020. Процитовано 29 березня 2020. [Архівовано 2020-02-03 у Wayback Machine.]
15. ↑  Nolte, Oliver; Morscher, Jutta; Weiss, Hans-Erich; Sonntag, Hans-Günther (30 квітня 2001). Autovaccination of dairy cows to treat post partum metritis caused by Actinomyces pyogenes. Vaccine. Т. 19, № 23. с. 3146—3153. doi:10.1016/S0264-410X(01)00025-1. ISSN 0264-410X. Процитовано 12 листопада 2024.
16. ↑  Kick, Andrew R.; Wolfe, Zoe C.; Amaral, Amanda F.; Cortes, Lizette M.; Almond, Glen W.; Crisci, Elisa; Gauger, Phillip C.; Pittman, Jeremy; Käser, Tobias (2021-02). Maternal Autogenous Inactivated Virus Vaccination Boosts Immunity to PRRSV in Piglets. Vaccines (англ.). Т. 9, № 2. с. 106. doi:10.3390/vaccines9020106. ISSN 2076-393X. PMC 7912564. PMID 33572562. Процитовано 13 листопада 2024.{{cite news}}:  Обслуговування CS1: Сторінки з PMC з іншим форматом (посилання) Обслуговування CS1: Сторінки із непозначеним DOI з безкоштовним доступом (посилання)
17. ↑  Kick, Andrew R.; Grete, Alicyn F.; Crisci, Elisa; Almond, Glen W.; Käser, Tobias (2023-03). Testable Candidate Immune Correlates of Protection for Porcine Reproductive and Respiratory Syndrome Virus Vaccination. Vaccines (англ.). Т. 11, № 3. с. 594. doi:10.3390/vaccines11030594. ISSN 2076-393X. PMC 10059210. PMID 36992179. Процитовано 13 листопада 2024.{{cite news}}:  Обслуговування CS1: Сторінки з PMC з іншим форматом (посилання) Обслуговування CS1: Сторінки із непозначеним DOI з безкоштовним доступом (посилання)
18. 1 2  autogenous vaccination in the treatment of bacterial infections. irinin.com. Процитовано 29 березня 2020.
19. ↑  Hetrick DL, Saurino VR, Pisano J (1987). Technical Report Part I: Autogenous Vaccine Preparation. AAV Today (англ.). 1 (2): 58. doi:10.2307/30134365. JSTOR 30134365.
20. 1 2  Autogenous Vaccines / Autogenous vaccines / Biovac. Biovac (брит.). Процитовано 29 березня 2020.
21. ↑  Деркач, С. А.; Куцай, Н. М.; Городницька, Н. І.; Скляр, Н. І. (29 березня 2023). ПРОТЕКТИВНІ ВЛАСТИВОСТІ ЗРАЗКІВ СИНЬОГНІЙНОЇ АВТОВАКЦИНИ. Інфекційні хвороби (укр.). № 1. с. 35—39. doi:10.11603/1681-2727.2023.1.13923. ISSN 2414-9969. Процитовано 17 листопада 2024.
22. ↑  Деркач, С. А.; Куцай, Н. М.; Скляр, Н. І.; Воронкіна, І. А.; Дяченко, В. Ф. (13 травня 2024). ЕКСПЕРИМЕНТАЛЬНЕ ВИВЧЕННЯ СИНЬОГНІЙНИХ АВТОВАКЦИН, ОТРИМАНИХ МОДИФІКОВАНИМ ФОТОДИНАМІЧНИМ СПОСОБОМ. Інфекційні хвороби (укр.). № 2. с. 40—44. doi:10.11603/1681-2727.2024.2.14611. ISSN 2414-9969. Процитовано 17 листопада 2024.
23. ↑  Chachaj W, Suchnicka R (August 1960). [Oral administration of autovaccine in bronchial asthma of bacterial origin]. Polski Tygodnik Lekarski. 15: 1263—6. PMID 13692120.
24. ↑  Autogenous vaccines: From diagnosis to production and use. www.pig333.com (англ.). 20 лютого 2023. Процитовано 13 листопада 2024.
25. ↑  Аутогенные вакцины. Есть ли альтернатива антибиотикам?. Latifundist.com (укр.). 13 квітня 2018. Процитовано 16 листопада 2024.
26. ↑  Mzula A, Wambura PN, Mdegela RH, Shirima GM (2019). Aeromonas hydrophila Vaccines for Aquaculture: A Systematic Review. BioMed Research International. 2019: 3768948. doi:10.1155/2019/3768948. PMC 6699303. PMID 31467887.
27. ↑  Possible protective effect of an autovaccine against high virulence Staphylococcus 293 aureus in a rabbit skin infection model.. Proceedings of the 9th World rabbit congress : Verona, June 10-13, 2008. Brescia: Fondazione iniziative zooprofilattiche. 2008. ISBN 978-88-902814-6-4. OCLC 889159264.
28. ↑  Ozaki K, Yamagami T, Nomura K, Haritani M, Tsutsumi Y, Narama I (May 2003). Abscess-forming inflammatory granulation tissue with Gram-positive cocci and prominent eosinophil infiltration in cats: possible infection of methicillin-resistant Staphylococcus. Veterinary Pathology. 40 (3): 283—7. doi:10.1354/vp.40-3-283. PMID 12724569.
29. ↑  Andresen LO, Ahrens P, Daugaard L, Bille-Hansen V (February 2005). Exudative epidermitis in pigs caused by toxigenic Staphylococcus chromogenes. Veterinary Microbiology. 105 (3–4): 291—300. doi:10.1016/j.vetmic.2004.12.006. PMID 15708827.
30. 1 2  Nawrotek P, Czernomysy-Furowicz D, Borkowski J, Fijałkowski K, Pobucewicz A (March 2012). The effect of auto-vaccination therapy on the phenotypic variation of one clonal type of Staphylococcus aureus isolated from cows with mastitis. Veterinary Microbiology. 155 (2–4): 434—7. doi:10.1016/j.vetmic.2011.09.014. PMID 21963420.
31. ↑  Hodge JW, Guha C, Neefjes J, Gulley JL (August 2008). Synergizing radiation therapy and immunotherapy for curing incurable cancers. Opportunities and challenges. Oncology. 22 (9): 1064—70, discussion 1075, 1080—1, 1084. PMC 3474236. PMID 18777956.
32. ↑  O'Connor AM, Brace S, Gould S, Dewell R, Engelken T (7 жовтня 2011). A randomized clinical trial evaluating a farm-of-origin autogenous Moraxella bovis vaccine to control infectious bovine keratoconjunctivis (pinkeye) in beef cattle. Journal of Veterinary Internal Medicine. 25 (6): 1447—53. doi:10.1111/j.1939-1676.2011.00803.x. PMID 22092641.
33. 1 2  Morozov K (23 січня 2020). Regulation of Autogenous Vaccines. GMP news (амер.). Архів оригіналу за 29 березня 2020. Процитовано 29 березня 2020.
34. ↑  L Lapointe; S D'Allaire; A Lebrun; S Lacouture; M Gottschalk (2002 Jan). Antibody response to an autogenous vaccine and serologic profile for Streptococcus suis capsular type 1/2. Canadian Journal of Veterinary Research (англ.).
35. ↑  Segura, Mariela (2 грудня 2015). Streptococcus suis vaccines: candidate antigens and progress. Expert Review of Vaccines (англ.). Т. 14, № 12. с. 1587—1608. doi:10.1586/14760584.2015.1101349. ISSN 1476-0584. Процитовано 13 листопада 2024.
36. ↑  Corsaut, Lorelei; Misener, Marty; Canning, Paisley; Beauchamp, Guy; Gottschalk, Marcelo; Segura, Mariela (2020-09). Field Study on the Immunological Response and Protective Effect of a Licensed Autogenous Vaccine to Control Streptococcus suis Infections in Post-Weaned Piglets. Vaccines (англ.). Т. 8, № 3. с. 384. doi:10.3390/vaccines8030384. ISSN 2076-393X. PMC 7565864. PMID 32674276. Процитовано 13 листопада 2024.{{cite news}}:  Обслуговування CS1: Сторінки з PMC з іншим форматом (посилання) Обслуговування CS1: Сторінки із непозначеним DOI з безкоштовним доступом (посилання)
37. ↑  Atack, John M; Weinert, Lucy A; Tucker, Alexander W; Husna, Asma U. Streptococcus suis contains multiple phase-variable methyltransferases that show a discrete lineage distribution. academic.oup.com. doi:10.1093/nar/gky913. PMC 6265453. PMID 30304532. Процитовано 13 листопада 2024.{{cite news}}:  Обслуговування CS1: Сторінки з PMC з іншим форматом (посилання)
38. ↑  Da Silva, Fernanda Tavares; Di Pasquale, Alberta; Yarzabal, Juan P; Garçon, Nathalie (3 липня 2015). Safety assessment of adjuvanted vaccines: Methodological considerations. Human Vaccines & Immunotherapeutics (англ.). Т. 11, № 7. с. 1814—1824. doi:10.1080/21645515.2015.1043501. ISSN 2164-5515. PMC 4514270. PMID 26029975. Процитовано 15 листопада 2024.{{cite news}}:  Обслуговування CS1: Сторінки з PMC з іншим форматом (посилання)
39. ↑  The Pros and Cons of Using Autogenous Hog Vaccines. National Hog Farmer (англ.). 1 грудня 2000. Процитовано 29 березня 2020.